# ヤーキッシュ
ヤーキッシュ(Yerkish)は、人間以外の霊長類のために開発された人工言語である。物や概念を表すレキシグラムと呼ばれる記号が描かれたコンピュータのキーボードを使用する。
個々のレキシグラム(lexigram)は単語を表すが、必ずしもそれが表す対象を示すものではない。元々レキシグラムは、ジョージア州立大学言語研究センターで、ボノボやチンパンジーとのコミュニケーションに使用されていた。研究者と霊長類は、最大3枚のパネルに合計384個のキーを備えたレキシグラムボードを使ってコミュニケーションを取ることができた。

## 歴史

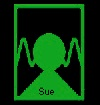
この言語の開発者であるスー・サベージ＝ランボーを表すレキシグラム

この言語はエルンスト・フォン・グレーザーズフェルドによって開発され、ジョージア州立大学のデュエイン・ランボーとスー・サベージ＝ランボーがジョージア州アトランタにあるエモリー大学のヤーキーズ霊長類研究所で霊長類の研究をしていた時に使用された。その研究では、対象の霊長類に対し、レキシグラムボードと呼ばれる、レキシグラムのラベルが貼られたキーボードを使ってコミュニケーションをとることを教えた。フォン・グレーザーズフェルドは、1971年に「レキシグラム」という言葉を造語し、最初の120個のレキシグラムを作成し、その組み合わせを規定する文法を設計した。この人工言語は、レキシグラムが最初に使用された研究所の創設者であるロバート・ヤーキーズ(Robert Yerkes)から名前をとってヤーキッシュと名付けられた。
ヤーキッシュでコミュニケーションをとるように訓練された最初の猿はチンパンジーのラナで、1973年にLANAプロジェクトの一環として開始された。フォン・グレーザーフェルドは、約150個のイェールキッシュ語の最初の単語を作成し、そのうちの25個をラナとの最初の実験で使用した。キーボードはラナのために作成され、各キーは「食べ物」「食べる」「りんご」「飲む」などの名詞や動詞を表す。特定のキーを押すと、キーボードの横に置かれたフードディスペンサーから対応する食べ物が出て来るようにし、一連の実験を通して、ラナがそれぞれのキーが何と関連しているのかを解釈し、自身の要求を他者に伝えることを学ぶことを期待していた。ラナは、ヤーキッシュを理解するだけでなく、この新しい言語を通して、他の人とのコミュニケーションにも参加することができるようになった。